# Man-Trap
Man-Trap (bra Beco sem Saída) é um filme estadunidense de 1961, dos gêneros drama, policial e suspense, dirigido Edmond O'Brien, com roteiro de Ed  Waters baseado no conto "Taint of the Tiger", de John D. McDonald, publicado na revista Cosmopolitan em março de 1958.

## Sinopse
Um homem simples é envolvido num esquema de assalto por um ex-companheiro do exército na Guerra da Coreia, o que culmina em assassinato.

## Elenco
- Jeffrey Hunter ....... Matt Jameson
- David Janssen ....... Vince Biskay
- Stella Stevens ....... Nina Jameson
- Elaine Devry ....... Liz Addams
- Arthur Batanides	 ....... Cortez
- Perry Lopez ....... Puerco
- Bernard Fein ....... Homem gordo
- Virginia Gregg ....... Ruth
- Michael Vandever ....... Bobby Joe
- Hugh Sanders ....... J. Malden
- Tol Avery ....... Tenente Heisen